# Hotel Gerard
El Hotel Gerard  es un hotel histórico ubicado en Nueva York, Nueva York. El Hotel Gerard se encuentra inscrito como un Hito Histórico Neoyorquino en la Comisión para la Preservación de Monumentos Históricos de Nueva York al igual que en el Registro Nacional de Lugares Históricos desde el 10 de febrero de 1983. George Keister fue el arquitecto del Hotel Gerard.

## Ubicación
El Hotel Gerard se encuentra dentro del condado de Nueva York en las coordenadas 40°45′48″N 73°59′34″O / 40.763333, -73.992778.